# ロンドン (戦列艦・2代)
ロンドン(HMS London)はイギリス海軍の96門2等戦列艦。デットフォード工廠のジョナス・シッシュが設計し、1670年に進水した。
ロンドンは1706年に100門1等戦列艦として再建造され、1721年にも改装を受けて1711載貨重量トンにまで拡大した。
ロンドンは1747年に解体された。

## 参加海戦
- 1672年 - ソールベイの海戦
- 1692年 - バルフルール岬とラ・オーグの海戦